# Arbetsplatsdemokrati
Arbetsplatsdemokrati innebär att alla som arbetar på en arbetsplats kan vara med och påverka på arbetsplatsen.

## Sverige
Inom svensk arbetsrätt sker detta utifrån Medbestämmandelagen (MBL) och de kollektivavtal som arbetstagarorganisationen och arbetsgivarorganisationen tecknat. Lokalt kan man även teckna samverkansavtal som är utveckling av MBL.

## Exempel på arbetsplatsdemokrati
- Brukman textilfabrik (spanska)
- Corporación Mondragon
- FaSinPat (spanska)
- Flaskô (portugisiska)
- Hotel BAUEN (spanska)
- Indiskt kaffehus (engelsk)
- LIP (franska)
- Marland Mold (engelsk)
- Meriden Motorcykelkooperativ (engelsk)
- Metallurgisk och plastisk Argentina (spanska)
- Pascual Boing (spanska)
- Semco
- Suma hela livsmedel (engelsk)
- Tandanor varv (spanska)
- Vintergröna kooperativ (engelsk)
- W. L. Gore and Associates (engelsk)
- Zapatista Coffee Cooperatives (engelsk)